# Longré
Longré är en kommun i departementet Charente i regionen Nouvelle-Aquitaine i västra Frankrike. Kommunen ligger  i kantonen Villefagnan som ligger i arrondissementet Confolens. År 2022 hade Longré 191 invånare.

## Befolkningsutveckling
Antalet invånare i kommunen Longré
Referens:INSEE